# Saint-Jean (Alto Garona)
Saint-Jean é uma comuna francesa na região administrativa da Occitânia, no departamento do Alto Garona. Estende-se por uma área de 5.94 km², com 10.929 habitantes, segundo os censos de 2018, com uma densidade de 1.800 hab/km².